# Hydantoin
Hydantoin, 2,4-imidazolidindion, C3H4N2O2, också känt som glykolylurea, är en heterocyklisk organisk förening som kan ses som en cyklisk ”dubbel-kondensationsreaktionsprodukt” av glykolsyra och urea.

## Egenskaper
Hydantoin bildar färglösa, vattenlösliga kristaller med smältpunkt 220 °C. Föreningens derivat kallas hydantoiner, som är en klass av organiska föreningar, avledda från hydantoin.

## Förekomst
Hydantoin förekommer naturligt i bl. a. melass.

## Användning
Vissa syntetiska hydantoiner används som läkemedel mot epilepsi. Kemiskt och farmakologiskt liknar de barbiturater och verkar för att begränsa krampaktivitet.